# ゴルフのキズナ
『ゴルフのキズナ』は、2021年4月4日から2023年3月26日まで、テレビ東京で毎週日曜午前に放送されていた、ゴルフ番組。
放送時間は、番組開始から2022年3月27日放送分までは11:00 - 11:25、同4月3日放送分より30分繰り上げ・5分拡大となる10:30 - 11:00（いずれもJST）。

## 概要
2021年の春改編に際し、前番組『日曜ゴルフっしょ!』が『みんなでBINGOLF』へと改題・リニューアルされ、同時に放送枠が移動されたことにより、その後番組として本番組の放送が開始された。夢に向かい挑戦するゴルファーを名コーチおよびプレイヤーが登場し、成功へと導いていくといった番組内容となっている。当初はローカルセールス枠にてスタートした本番組であるが、2022年4月改編で『ミュークルドリーミーシリーズ』の終了に伴い、本番組は30分繰り上げと同時にネットワークセールス枠に昇格した。
2022年4月よりMCを務めていた渡辺裕之が、出演期間中の5月3日に急逝したのを受け、逝去直後の5月8日放送分では番組の最後に追悼メッセージが放送された。また、同月26日に行われたテレビ東京社長による定例記者会見において、渡辺が出演している分については関係者の意向を総合的に判断した上で、収録済みの分は全て放送していこうという方針であると前置きしつつ、今後については6月19日放送分までは予定通りに放送することが発表された。その後も番組は2023年3月まで継続し、2023年4月から後継番組として『アップグレードゴルフ』を放送、本番組からは内藤雄士・永嶋花音・永尾まりやが引き続き出演する。

## 現在
MC
- RED RICE（湘南乃風）
- 中川絵美里

「まりや&花音のガールズゴルフジャーナル」コーナー出演
- 永尾まりや
- 永嶋花音

ナレーション
- 伊東一人

## 過去
MC
- 内藤雄士[1]
- 中井学[1]
- 菅谷拓[1]
- 野村哲史[1]
- 渡辺裕之（2022年4月3日 - 6月19日）

「ツアープロ下川めぐみのつながるレッスン」コーナー出演
- 下川めぐみ[1]

## スタッフ
- 企画・構成：無頼尊（以前は構成）
- CAM：榎本和人、柿木一真、三好哲也、杉山紀行
- メイク：中田愛美
- EED：土田重之
- MA：橘田雄也
- 音響効果：小西遣二郎
- タイトル：下大迫奈菜
- タイトルCG：村中俊史
- 技術協力：Enable Studio inc、池田屋
- ポスプロ：Rays Studio
- 協力：Volvik、PRGR、FANVIN、Callaway、NECネッツエスアイ、Mizuno、Defier GOLF、Kentai
- AD：花山幸輝、柿木みさと、吉岡賢二
- AP：嶋田倫明
- ディレクター：米良吉市、坂本裕一、高橋大、室伏幸太郎
- 総合演出：富永恒久
- プロデューサー：倉地啓太（テレビ東京）、石川亮
- 制作協力：UNICORN CREATIVE、NX エヌエックス
- 制作：テレビ東京、スポニチクリエイツ

### 過去のスタッフ
- CAM：金泉太一、豊岡優太
- メイク：高橋由香利
- タイトル：咲本愛子
- AD：原田航平、山本花菜
- 協力プロデューサー：今村和樹
- プロデューサー：反町豊（テレビ東京）

## 放送時間・配信元
| 放送対象地域   | 放送局         | 系列           | 放送日時                                                                                        | 放送期間                                                                                                 | ネット状況            | 備考                                                             |
| -------------- | -------------- | -------------- | ----------------------------------------------------------------------------------------------- | --- | --------------------- | ---------------------------------------------------------------- |
| 関東広域圏     | テレビ東京     | テレビ東京系列 | 日曜 11:00 - 11:25 日曜 10:30 - 11:00                                                           | 2021年4月4日 - 2022年3月27日 2022年4月3日 - 2023年3月26日                                                | 制作局                |                                                                  |
| 大阪府         | テレビ大阪     | テレビ東京系列 | 土曜 7:00 - 7:25 日曜 10:30 - 11:00                                                             | 2021年10月2日 - 2022年3月26日 2022年4月3日 - 2023年3月26日                                               | 遅れネット→同時ネット | テレビ東京2021年9月26日から2022年3月27日放送分までの回は未放送。 |
| 北海道         | テレビ北海道   | テレビ東京系列 | 日曜 10:30 - 11:00                                                                              | 2022年4月3日 - 2023年3月26日                                                                             | 同時ネット            | テレビ東京2022年3月27日放送分までの回は未放送。                  |
| 愛知県         | テレビ愛知     | テレビ東京系列 | 日曜 10:30 - 11:00                                                                              | 2022年4月3日 - 2023年3月26日                                                                             | 同時ネット            | テレビ東京2022年3月27日放送分までの回は未放送。                  |
| 岡山県・香川県 | テレビせとうち | テレビ東京系列 | 日曜 10:30 - 11:00                                                                              | 2022年4月3日 - 2023年3月26日                                                                             | 同時ネット            | テレビ東京2022年3月27日放送分までの回は未放送。                  |
| 福岡県         | TVQ九州放送    | テレビ東京系列 | 日曜 10:30 - 11:00                                                                              | 2022年4月3日 - 2023年3月26日                                                                             | 同時ネット            | テレビ東京2022年3月27日放送分までの回は未放送。                  |
| 奈良県         | 奈良テレビ     | 独立局         | 日曜 23:00 - 23:25 日曜 23:00 - 23:30 金曜 2:00 - 2:30（木曜深夜） 金曜 1:30 - 2:00（木曜深夜） | 2021年5月9日 - 2022年5月29日 2022年7月31日 - 10月2日 2022年10月7日 2022年10月14日 - 2023年5月12日        | 遅れネット            | / テレビ東京2022年4月3日から6月19日放送分までの回は未放送。      |
| 和歌山県       | テレビ和歌山   | 独立局         | 月曜 1:30 - 1:55（日曜深夜） 土曜 8:30 - 8:55 土曜 8:30 - 9:00 土曜 8:00 - 8:30                 | 2021年5月10日 - 8月2日 2021年8月7日 - 2022年5月7日 2022年5月21日 - 9月24日 2022年10月1日 - 2023年4月29日 | 遅れネット            | [ 8 ]                                                            |
| 滋賀県         | びわ湖放送     | 独立局         | 土曜 9:30 - 10:00 土曜 13:30 - 14:00 日曜 10:30 - 11:00                                         | 2021年8月21日 - 12月25日 2022年1月15日 - 2023年3月25日 2023年4月2日 - 7月2日                             | 遅れネット            | / テレビ東京2022年4月3日から6月19日放送分までの回は未放送。      |

過去のネット局
| 放送対象地域 | 放送局   | 系列    | 放送日時         | 放送期間                      | ネット状況 | 備考         |
| ------------ | -------- | ------- | ---------------- | ----------------------------- | ---------- | ------------ |
| 石川県       | 北陸放送 | TBS系列 | 土曜 7:00 - 7:30 | 2021年10月2日 - 2022年9月24日 | 遅れネット | 途中打ち切り |

ネット配信
- TVer - テレビ東京での放送終了から次回放送日の10:30まで、最新回のみ配信。
- ネットもテレ東